# 藤井ゆりあ
藤井 ゆりあ（ふじい ゆりあ、2001年12月10日 - ）は、日本の女優。以前はアイビィーカンパニーに所属していた。姉は、アイドル、女優の藤沢玲花。

## 出演

### テレビ
- おかあさんといっしょ（NHK教育テレビ） - あっぷるちゃん 役
- てれび絵本（NHK教育テレビ）
- しまじろうヘソカ（2010年11月22日 - 2012年1月9日, テレビ東京）

### 舞台
- いつか見上げた青い空（2011年4月28日 - 5月1日、ラゾーナ川崎プラザソル） - ミミ（Aチーム） 役
- RED×BLACK〜今あなたに伝えたい事〜（2011年7月13日 - 17日、TACCS1179） - 千琴（チコト） 役
- アーラェアンゲリー的「十五少女漂流記」（2012年4月26日 - 30日、池袋GEKIBA） - 太田めぐみ（Aチーム） 役

### ライブ・コンサート
- 「Rainbow Fes 1st」（アーラェ アンゲリー制作、2011年6月26日、渋谷J-POPCAFE）
- 「Rainbow Fes 2nd」（アーラェ アンゲリー制作、2011年8月14日、渋谷TAKE OFF 7）
- 「Rainbow Fes 3rd -あなたと一緒にX'mas」（アーラェ アンゲリー制作、2011年12月24日、渋谷TAKE OFF 7）
- 「Rainbow Fes 4th」（アーラェ アンゲリー制作、2012年4月7日、池袋ビッグバンボックス）